# Bernardo de Irigoyen
Bernardo de Irigoyen (Buenos Aires, 18 dicembre 1822 – Buenos Aires, 27 dicembre 1906) è stato un politico, avvocato e diplomatico argentino.

## Biografia
Capo dell'ambasciata argentina in Cile dal 1843 al 1846, fu deputato alla convenzione di Buenos Aires dal 1860, Ministro delle finanze e Ministro degli esteri dal 1874 al 1880.
Capo del partito radicale dal 1896, dallo stesso anno fu governatore della provincia di Buenos Aires. Nel 1905 divenne vicepresidente del senato.